# Autoridad Portuaria de Baleares
La Autoridad Portuaria de Baleares (APB), cuyo denominación comercial es Puertos de Baleares (Ports de Balears en idioma catalán), es un ente público de Puertos del Estado que gestiona los cinco puertos de interés general de las Islas Baleares: en Mallorca, los puertos de Palma de Mallorca y Alcudia; en Menorca, el puerto de Mahón, el puerto de Ibiza, y el puerto de la Savina en Formentera. 
La APB presta servicio a empresas y a los ciudadanos con el fin de generar movimiento económico. Los cinco puertos de interés de Baleares son la puerta de entrada y salida de mercancías y personas por lo que se consideran estratégicos para la vida cotidiana y la economía de las islas. 
El Consejo de Administración de la APB se renueva cada cuatro años y está formado por un presidente y un director, vocales representando a Capitanía Marítima, Administración General del Estado, Abogacía del Estado y Puertos del Estado, representantes de la Comunidad Autónoma de las Islas Baleares, consejos insulares de Mallorca, Menorca, Ibiza y Formentera, ayuntamiento de Palma, cámaras de Comercio, asociaciones empresariales y representantes sindicales de los trabajadores. 

## Estadísticas
La APB publica una memoria anual donde se refleja el estado financiero, inversiones, estadística de tráfico de mercancías y de pasajeros, o las empresas y servicios portuarios.

## Tráfico de mercancías
- Graneles líquidos (año 2022 / toneladas)

| Puerto de Palma de Mallorca | Puerto de Alcudia | Puerto de Mahón | Puerto de Ibiza | Total     |
| --------------------------- | ----------------- | --------------- | --------------- | --------- |
| 1.068.583                   | 49.468            | 192.643         | 237.288         | 1.547.982 |

- Graneles sólidos (año 2022 / toneladas)

| Puerto de Palma de Mallorca | Puerto de Alcudia | Puerto de Mahón | Puerto de Ibiza | Puerto de la Savina | Total   |
| --------------------------- | ----------------- | --------------- | --------------- | ------------------- | ------- |
| 130.331                     | 175.661           | 20.448          | 55.785          | 0                   | 382.225 |

- Mercancía general (año 2022 / toneladas)

| Puerto de Palma de Mallorca | Puerto de Alcudia | Puerto de Mahón | Puerto de Ibiza | Puerto de la Savina | Total      |
| --------------------------- | ----------------- | --------------- | --------------- | ------------------- | ---------- |
| 8.641.953                   | 986.824           | 534.065         | 2.963.337       | 373.165             | 13.499.345 |

- Total mercancías (año 2022 / toneladas)

| Puerto de Palma de Mallorca | Puerto de Alcudia | Puerto de Mahón | Puerto de Ibiza | Puerto de la Savina | Total      |
| --------------------------- | ----------------- | --------------- | --------------- | ------------------- | ---------- |
| 9.840.868                   | 1.211.953         | 747.157         | 3.256.410       | 373.165             | 15.429.553 |

## Tráfico de cruceros y transporte regular
Los puertos y los aeropuertos son la puerta de entrada a las Islas Baleares por lo que es apreciable el número de pasajeros que cada año embarcan y desembarcan en sus cinco puertos. Según la memoria anual 2022 de la APB, estas son las cifras de pasajeros:
| Por tipo         | Puerto de Palma de Mallorca | Puerto de Alcudia | Puerto de Mahón | Puerto de Ibiza | Puerto de la Savina | Total     |
| ---------------- | --------------------------- | ----------------- | --------------- | --------------- | ------------------- | --------- |
| Líneas regulares | 1.287.152                   | 555.661           | 134.868         | 2.904.702       | 2.138.989           | 7.021.054 |
| Cruceros         | 1.377.413                   | 318               | 53.245          | 296.508         | 0                   | 1.727.484 |

## Puertos
- Puerto de Palma de Mallorca
- Puerto de Alcudia
- Puerto de Mahón
- Puerto de Ibiza
- Puerto de la Savina

## Casos de corrupción
En julio de 2020 se inició una operación anticorrupción relacionada, entre otros asuntos, con una adjudicación de unos amarres en Menorca y unas licitaciones de contratos públicos, y llevó a la detención del presidente de la Autoridad Portuaria de Baleares (APB), Joan Gual de Torrella, junto a otras 12 personas.  No fue la primera vez que la APB era objeto de una investigación contra la corrupción. En la década anterior ya fue registrada y fueron imputados dos de sus presidentes por el amaño en concesiones náuticas, en una operación que se conoció como 'caso Mar Blau'.